# Metropolis (Auckland)
Metropolis – wieżowiec znajdujący się w Auckland w Nowej Zelandii. Zbudowany w 1999 roku przez Krukziener Properties. Metropolis jest uważany za jeden z najbardziej ekskluzywnych budynków mieszkalnych Auckland, a od roku 2013 jest to najwyższy budynek mieszkalny w Nowej Zelandii.
W dniu 11 grudnia 2013 roku, Alain Robert wspiął się na budynek w ramach promocji dla Samsung Galaxy Gear.